# Celon
Celon é uma comuna francesa na região administrativa do Centro, no departamento Indre. Estende-se por uma área de 16,77 km². Em 2010 a comuna tinha 407 habitantes (densidade: 24,3 hab./km²).